# Lophodonitis carinatus
Lophodonitis carinatus är en skalbaggsart som beskrevs av Felsche 1907. Lophodonitis carinatus ingår i släktet Lophodonitis och familjen bladhorningar. Inga underarter finns listade i Catalogue of Life.